# شهرستان یوخنوفسکی
شهرستان یوخنوفسکی (به لاتین: Yukhnovsky District) یک شهرستان در روسیه است که در استان کالوگا واقع شده‌است.